# Alien (gruppo musicale)
Gli Alien sono un gruppo musicale svedese rock fondato a Göteborg nel 1986 dal chitarrista Tony Borg e dal cantante Jim Jidhed.
Sono celebri per il singolo Only One Woman, cover dei The Marbles, e per Brave New Love, colonna sonora del film Blob - Il fluido che uccide.

## Storia del gruppo

### Gli esordi (1986-88)
La formazione originale della band, oltre a Borg e Jidhed, includeva Ken Sandin come bassista, Jimmy Wandroph alle tastiere e Toby Tarrach alla batteria. Il gruppo pubblicò il singolo Only One Woman nel 1988, cover di una canzone scritta dai Bee Gees e registrata per la prima volta dai The Marbles nel 1968. Il brano fu #1 nelle classifiche della Svezia e vi rimase per sei settimane.
Nello stesso anno, gli Alien pubblicarono il loro disco d'esordio omonimo, che incluse Only One Woman, Brave New Love e Tears Don't Put Out the Fire, tre singoli di grande successo. Nel 1989 la band ri-registrò il disco per il mercato USA, includendo 8 delle tracce già pubblicate e 2 nuovo tracce, Now Love e The Air That I Breathe, cantate dal nuovo cantante Peter Sandberg, subentrato a Jidhed a fine 1988.

### Shiftin' Gear (1988-93)
Nel 1990 gli Alien fecero nuovi cambi di formazione, con Wandroph e Tarrach sostituiti da Bert Andersson e Imre Duan nei rispettivi strumenti. Con questa formazione la band pubblicò l'album Shiftin' Gear, che ri rivelò un successo inferiore all'esordio. Ciò fece sì che Andersson fosse sostituito da Richard Andre e che Stefan Ridderstrale sostituisse Duan. Inoltre nel 1993 entrò in formazione il bassista Conny Payne. Infine fu Peter Sandberg a lasciare, dedicandosi a una carriera solista. Fu sostituito da Daniel Zangger Borch.

### Una formazione stabile (1993-2005)
Gli Alien tornarono in studio per pubblicare il loro quarto disco, intitolato anche questa volta Alien. Ridderstrale, anche se partecipò al tour promozionale, non suonò nel disco. La batteria fu eseguita da Michael Wilkman. Anche questo disco fallì in vendite e successo.
Ridderstrale lasciò la band nel 1995 e Staffan Scharrin divenne il nuovo batterista. La nuova formazione pubblicò Crash nel 1995, disco dotato di un suono più heavy metal dei precedenti.
Gli Alien registreranno altri album, Best and Rare (1997), Live in Stockholm 1990 (2001) e Dark Eyes (2005), quest'ultimo nuovamente con Jim Jidhed alla voce, oltre a Mats Sandborgh alle tastiere, Berndt Ek al basso, Jan Lundberg alla batteria, oltre a Tony Borg, per poi sciogliersi.

### Anni recenti (2010-)
Gli Alien si sono riuniti con la formazione originale, partendo in tour nel 2010 e annunciando la pubblicazione di un nuovo album con un singolo pubblicato in ottobre, a titolo Ready to Fly.

## Formazione

### Attuale
- Jim Jidhed - voce
- Tony Borg - chitarra
- Toby Tarrach - batteria

## Discografia
- 1988 - Alien
- 1989 - Alien (Remix)
- 1990 - Shiftin' Gear
- 1993 - Alien
- 1995 - Crash
- 1997 - Best And Rare
- 2001 - Live In Stockholm 1990
- 2005 - Dark Eyes